# Ahmed Abdel-Sattar
Ahmed Abdel-Sattar Nawwas (Amman, 6 luglio 1984) è un calciatore giordano, portiere dell'Al-Jazeera Amman e della Nazionale giordana.

## Carriera
Gioca nel campionato giordano con l'Al-Jazira di Amman; dal 2007 fa parte della nazionale di calcio giordana, con cui ha disputato la Coppa d'Asia 2015.

## Statistiche

### Cronologia presenze in Nazionale
| Cronologia completa delle presenze e delle reti in nazionale ― Giordania | Cronologia completa delle presenze e delle reti in nazionale ― Giordania | Cronologia completa delle presenze e delle reti in nazionale ― Giordania | Cronologia completa delle presenze e delle reti in nazionale ― Giordania | Cronologia completa delle presenze e delle reti in nazionale ― Giordania | Cronologia completa delle presenze e delle reti in nazionale ― Giordania | Cronologia completa delle presenze e delle reti in nazionale ― Giordania | Cronologia completa delle presenze e delle reti in nazionale ― Giordania |
| Data                                                                     | Città                                                                    | In casa                                                                  | Risultato                                                                | Ospiti                                                                   | Competizione                                                             | Reti                                                                     | Note                                                                     |
| ------------------------------------------------------------------------ | ------------------------------------------------------------------------ | ------------------------------------------------------------------------ | ------------------------------------------------------------------------ | ------------------------------------------------------------------------ | ------------------------------------------------------------------------ | ------------------------------------------------------------------------ | ------------------------------------------------------------------------ |
| 20-3-2021                                                                | Dubai                                                                    | Oman                                                                     | 0 – 0                                                                    | Giordania                                                                | Amichevole                                                               | -                                                                        | Cap.                                                                     |
| 24-3-2021                                                                | Dubai                                                                    | Giordania                                                                | 1 – 0                                                                    | Libano                                                                   | Amichevole                                                               | -                                                                        | Cap.                                                                     |
| 30-3-2021                                                                | Dubai                                                                    | Giordania                                                                | 2 – 1                                                                    | Bahrein                                                                  | Amichevole                                                               | -1                                                                       | Cap.                                                                     |
| Totale                                                                   |                                                                          | Presenze                                                                 | 3                                                                        |                                                                          | Reti                                                                     | -1                                                                       |                                                                          |